# Radio Pudahuel
Radio Pudahuel es una estación radial chilena ubicada en el 90.5 MHz del dial FM en Santiago de Chile. Cuenta con una red de 25 emisoras a lo largo de Chile, además transmite vía Internet en el resto del país y en todo el mundo.
Su voz institucional es la del locutor Balmores Fajardo Fuentes.

## Historia

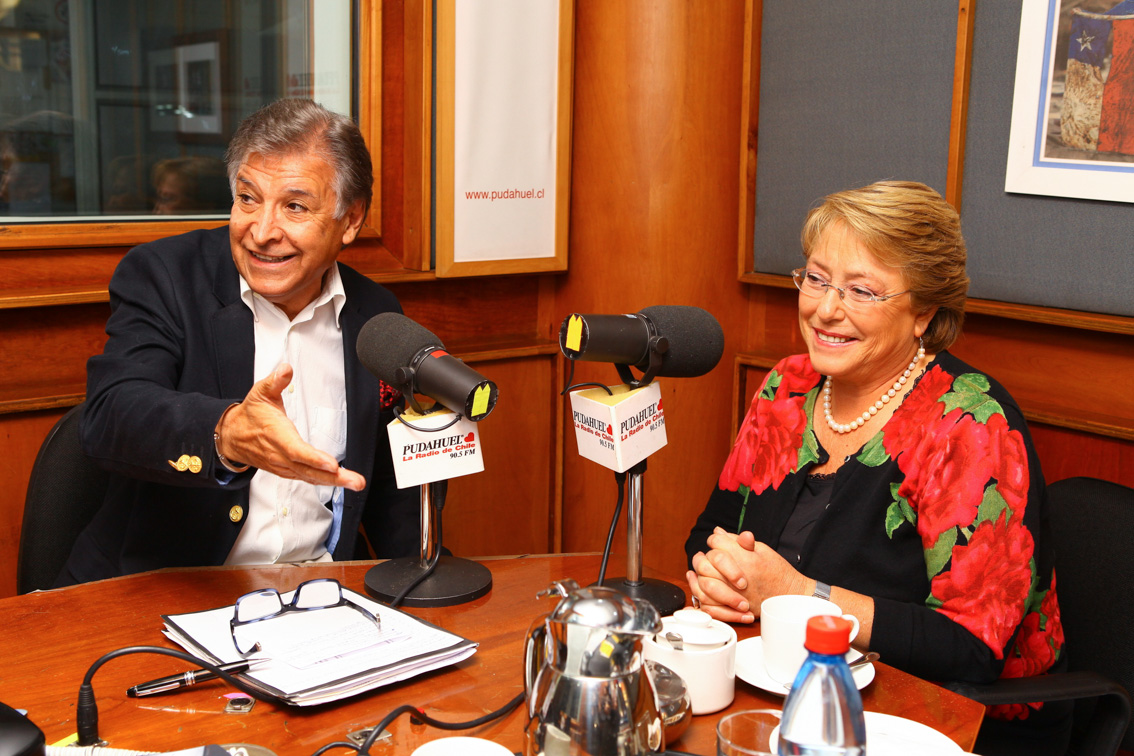
Pablo Aguilera entrevista a Michelle Bachelet en Radio Pudahuel, 2013.

Radio Pudahuel inició sus transmisiones el 15 de octubre de 1968, bajo el alero de la Sociedad Blaya y Vega Ltda., compuesta por Joaquín Blaya Barrios y Ricardo Vega, también la radio estuvo bajo la Sociedad Blaya y Del Campo Ltda. y Pedro Del Campo Benavente. Su nombre deriva de la comuna donde estuvieron sus primeros estudios y que recién había cambiado de nombre. En 1970 se traslada al Centro de Santiago, en calle Miraflores 130.
Es una de las radios de frecuencia modulada más antiguas de Chile, ocupando además desde sus inicios, el 90.5 del dial FM en Santiago de Chile, además de la extensa red de emisoras a lo largo del país que fue adquiriendo con el paso del tiempo.  
En sus inicios, la radio fue de corte musical y noticioso, sin marcar un estilo claro. Fue recién en 1979, cuando la emisora se trasladó a sus estudios ubicados en calle Enrique Foster Sur 207, Las Condes, en que se adoptó un estilo anglo-pop, que se mantuvo hasta el 1 de enero de 1986, cuando se cambió a un estilo romántico-latino con la llegada del destacado periodista y locutor Pablo Aguilera a la emisora –donde también fue su director desde 1991 hasta 2020–, lo que le valió por mucho tiempo el primer lugar de sintonía radial, según las encuestas Search Marketing de la época, especialmente entre fines de los años '80 y finales de los años '90, siendo la gran competencia para la extinta Radio Aurora (hoy Radio Imagina). Así se crearon eslóganes como Pudahuel, la primera en tu corazón... con toda razón, Pudahuel, el sonido de Chile, Pudahuel... la primera cadena satelital de Chile o Pudahuel, la radio de Chile. 
En 1989 Pudahuel FM se traslada a sus estudios ubicados en calle Luis Videla Herrera 2328, Providencia y a principios de la década de los '90 comienza su expansión por todo el país. Las primeras ciudades en expandirse fueron Valparaíso/Viña del Mar en la frecuencia 107.7 MHz y Curicó en la frecuencia 93.9 MHz.
A partir de 1992, comienza a lograr cobertura nacional, convirtiéndose en la radio con la primera red satelital del país de su propiedad. Nótese que ninguna de las radios santiaguinas tenía una red satelital en esos años que abarcara todo el país, sólo algunas emisoras capitalinas tenían estaciones propias, mientras que otras llegaban a regiones solo por radios asociadas.
En junio de 1998, la Sociedad Blaya y Vega Ltda. —dueña de Pudahuel y administradora de la frecuencia 89.3 FM de Santiago, perteneciente a la Pontificia Universidad Católica de Chile— es adquirida por Ibero American Radio Chile (entonces filial de Ibero American Media Partners)
Hoy en día, Radio Pudahuel tiene una programación dirigida en especial a mujeres de clase media. Actualmente, según la última medición de Ipsos, Pudahuel FM está dentro de las 5 emisoras más escuchadas en Santiago, situación que se repite en gran parte del país.
En enero de 2020 Pablo Aguilera pasó a ser Director Honorífico de la estación mientras que las labores ejecutivas quedaron a cargo de Melisa Campbell, también directora de FM Dos e Radio Imagina.[cita requerida]
En mayo de 2008, Radio Pudahuel abandona la frecuencia 94.3 MHz de Vallenar, siendo reemplazada por su hermana ADN Radio Chile (hoy Radio RT), en esa misma fecha, Radio Pudahuel abandona la frecuencia 92.9 MHz de Constitución, siendo reemplazada por su hermana Radio Imagina (hoy Inicia radio).
El 8 de febrero de 2020, Radio Pudahuel abandona la frecuencia 93.9 MHz de Curicó, siendo reemplazada por Radio Corporación (no tiene relación con IARC).

## Equipo

### Conductores
- Daniela Aguilera
- Pablo Aguilera
- María Fernanda "Titi" García-Huidobro
- Rafael Araneda
- Patricio Sotomayor
- Krisna de Caso
- Eli de Caso
- Francisco "Pancho" Saavedra
- Balmores Fajardo ("Bambino")
- Angeles Araya

## Antiguas frecuencias
- 94.3 MHz (Vallenar); hoy Radio RT, no tiene relación con IARC.
- 107.7 MHz (Gran Valparaíso); hoy Viña FM, no tiene relación con IARC.
- 93.9 MHz (Curicó); hoy Radio Corporación, no tiene relación con IARC.
- 92.9 MHz (Constitución); hoy Inicia radio, no tiene relación con IARC.
- 104.9 MHz (Los Ángeles); hoy ADN Radio Chile.
- 106.9 MHz (Puerto Montt/Puerto Varas); disponible sólo para radios comunitarias.